# Scinax lindsayi
Espèce
Statut de conservation UICN

 LC  : Préoccupation mineure
Scinax lindsayi est une espèce d'amphibiens de la famille des Hylidae.

## Répartition
Cette espèce se rencontre entre 100 et 200 m d'altitude dans l'extrême Ouest de l'État d'Amazonas au Brésil et dans l'est des départements de Vaupés et d'Amazonas en Colombie.

## Étymologie
Cette espèce est nommée en l'honneur du Dr. Hague L. Lindsay Jr..

## Publication originale
- Pyburn, 1992 : A new tree frog of the genus Scinax from the Vaupés River of Northwestern Brazil. Texas Journal Science, vol. 44, p. 405–411.